# Херман од Рајхенауа
Херман од Рајхенауа (Алтсхаузен, 18. јул 1013 — Abbey of Reichenau, 24. септембар 1054) је био немачки средњовековни свештеник и историчар. Беатификован је 1863. године. 

## Биографија
Херман је први западноевропски писац који је своје дело започео Христовим рођењем. Потицао је из грофовске породице Алтсхаузен-Феринген, али је од 1020. године дат у Рајхенау на васпитавање због тога што је од рођења био хром и тешко је говорио. У својој тридесетој години добио је свештеничко рукоположење. Био је један од најобразованијих људи свога времена. Познавао је историју, музику, математику и астрономију. Највероватније је први дошао на идеју да подели час на минуте. Приписивало му се и ауторство на две познате црквене песме – Alma Redemptoris и Salve Regina. 

## Дело
Херманова „Хроника“ један је од најзначајнијих извора за немачку и средњоевропску историју у 11. веку. Аутор је у центар пажње поставио папу и цара. Ниједном речју није поменуо царско крунисање Карла Великог. Остале европске земље поменуо је само када долазе у додир са Немачком. Византијско царство је у потпуности игнорисао. 